# Первый Орден

Знамя

Первый Орден, Первый Порядок (англ. First Order) — вымышленная галактическая организация из вселенной «Звёздных войн», которая стремилась подчинить себе всю Галактику и воссоздать единое некогда прежде государство наподобие Первой Галактической Империи. Управлялся Верховным лидером Сноуком, в то время как армией штурмовиков командовали капитан Фазма и Кайло Рен (Бен Соло). Затем Сноук погибает от рук своего же ученика Кайло Рена, который становится новым Верховным лидером Первого Ордена. Позднее Первый Орден объединяется с Последним Орденом, армадой Звёздных Разрушителей, построенной Палпатином, раскрывшим, что он тайно руководил Первым Орденом посредством своего марионеточного правителя, Сноука, который был одним из нескольких его клонов. Это было до того, как последний был узурпирован Реном.

## История
Первый Орден был создан Сноуком из осколков Галактической Империи после битвы на Эндоре. Позже Бен, сын Хана Соло и Леи Органы, перешёл на Тёмную Сторону Силы и, будучи чувствительным к Силе, примкнул к Рыцарям Рен и Первому Ордену, начал обучение у их Верховного лидера, а также принял имя Кайло Рен, отвергая своё старое.

## Характеристика
Официальный язык Первого Ордена — основной галактический. Является военной диктатурой, которая, в отличие от Империи, не имеет абсолютной власти в Галактике и стремится завоевать её, дабы вернуть былое величие Первой Галактической Империи. Орден ответственен за создание базы «Старкиллер» (англ. «Starkiller» base), схожей по назначению с двумя имперскими Звёздами Смерти, только, в отличие от них, разрушающей не отдельные планеты, а целые звёздные системы, поглощая энергию звёзд. Она была предназначена для абсолютного правления Первого Ордена над Галактикой, но базу ликвидировало движение Сопротивления, а важнейшие фигуры организации сбежали и были готовы отомстить.

## Исторические параллели
Как сообщил режиссёр Пробуждения Силы Дж. Дж. Абрамс, прообразом Первого Ордена стала ODESSA — возможная сетевая организация СС-офицеров, скрывшихся в Аргентине после Второй мировой войны.